# Cosmophasis muralis
Cosmophasis muralis là một loài nhện trong họ Salticidae.
Loài này thuộc chi Cosmophasis. Cosmophasis muralis được Berry, Joseph A miêu tả năm 1997. Beatty & Jerzy Prószyński.